# Stade Le Canonnier
El Stade Le Canonnier originalmente llamado Stade Mouscronnois es un estadio de fútbol ubicado en la ciudad de Mouscron, Provincia de Hainaut, en Bélgica, El origen del nombre del estadio "El Artillero" según algunos, vendría que en tiempos de la Primera Guerra Mundial en este sitio funcionó una pieza de artillería que bombardeó copiosamente al enemigo desde el sitio del actual estadio.
Era utilizado principalmente para el fútbol y en el disputaba sus partidos el desaparecido Royal Excelsior Mouscron, tradicional club de la Primera División de Bélgica. Fue inaugurado en 1930 y tiene una capacidad para 10 500 espectadores.

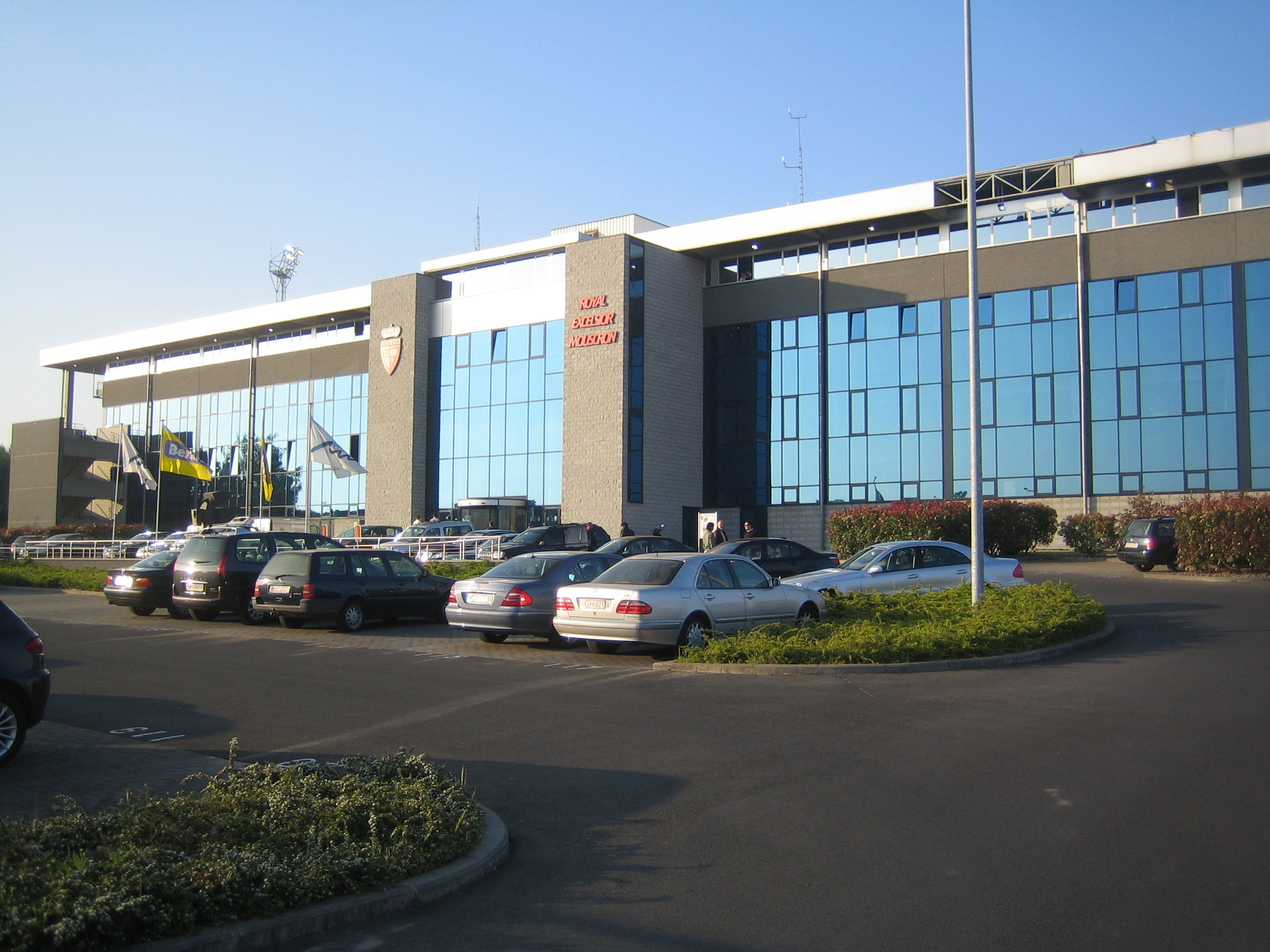
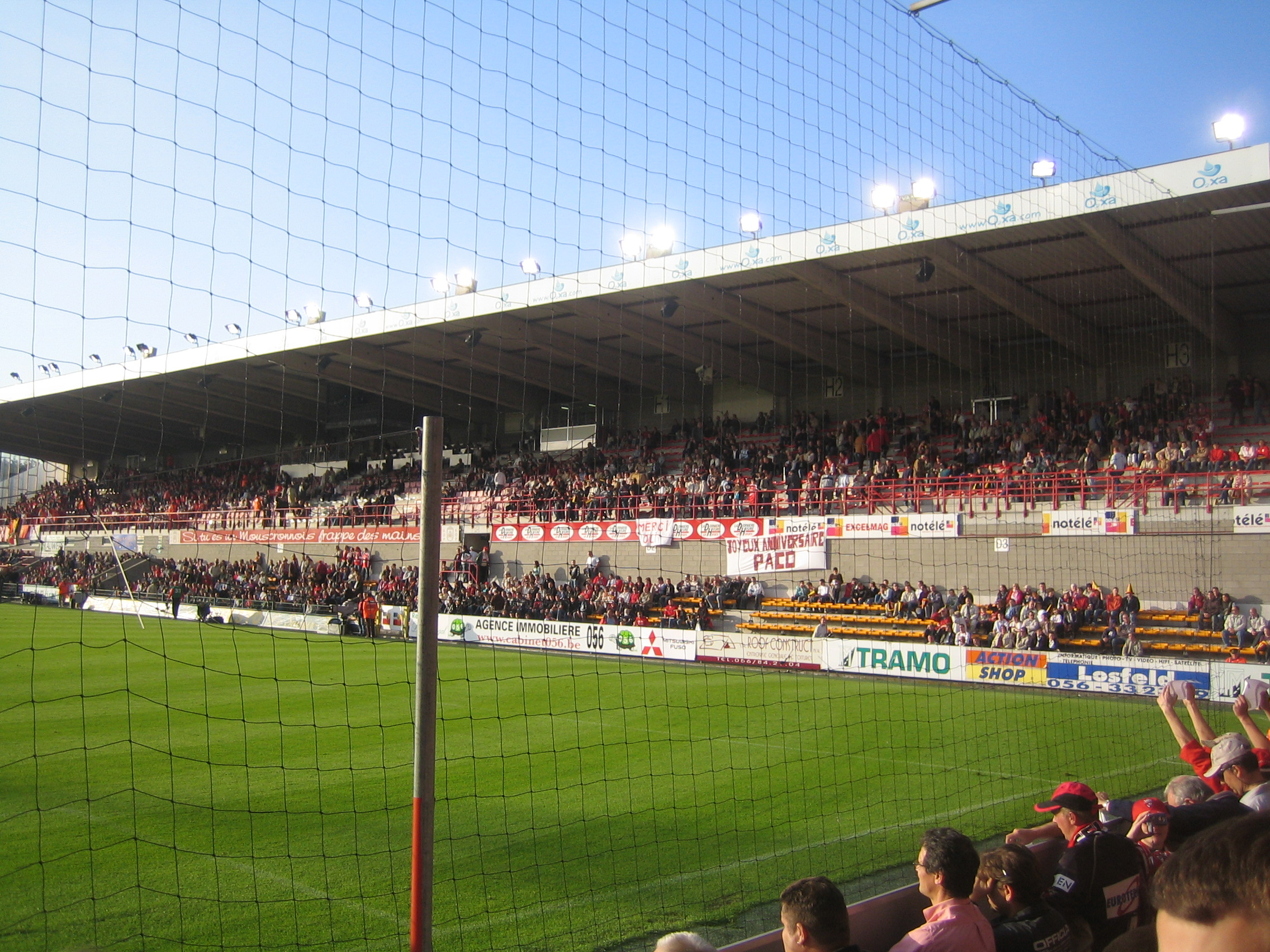